# La Vilella
La Vilella és una masia del poble de la Pedra, al municipi de la Coma i la Pedra, a la Vall de Lord (Solsonès), inclosa a l'Inventari del Patrimoni Arquitectònic de Catalunya. És una masia documentada des del segle xvi

## Situació
Es troba molt aïllada a l'extrem sud-est del terme municipal, als peus de la Roca de Guixers, enfront del Montlleó. S'aixeca elevada sobre el marge dret del torrent de la Vilella, rodejada de camps de conreu.
S'hi va des de la carretera de Berga LV-4241. Al km. 34,7 (42° 07′ 59″ N, 1° 37′ 10″ E / 42.133140°N,1.619463°E), immediatament després d'haver passat el Pont de Codina, es pren la pista que deriva cap al nord, elevant-se pel marge esquerre del torrent de la Barata. No està senyalitzada (és la d'accés a les explotacions de guix a cel obert del Coll de Berla). Al cap d'1,4 km. es pren la pista de l'esquerra (la de la dreta té barrat el pas) i als 2,9 km. s'arriba a la masia. Cal tot terreny per pujar-hi.

## Descripció

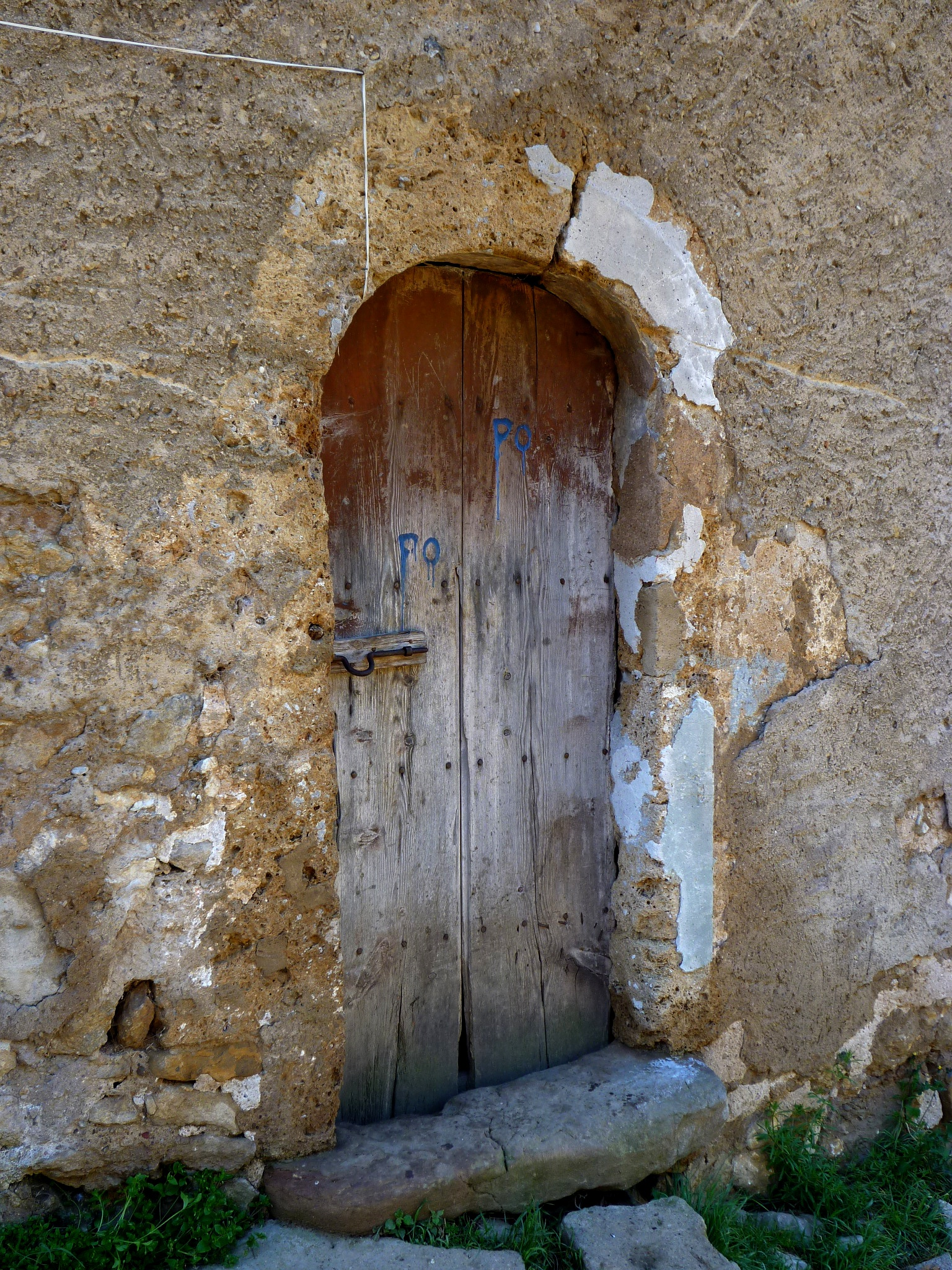
Portal de la capella

Construcció civil. Masia de planta rectangular, de dos pisos d'alçada, coberta a doble vessant i amb el carener paral·lel a la façana principal. Des del cos principal, la masia ha augmentat les seves dimensions (en alçada i en amplada).
Annexa a la façana, hi ha la petita capella advocada a Sant Ramon que hom ha considerat romànica (Vidal-Vilaseca), però que més aviat sembla una construcció molt més tardana.
La capella de Sant Ramon és una església d'una sola nau sense absis i coberta amb volta de canó. És un exemplar de reduïdes dimensions (4,50 x 3 metres). Afegida a la masia, en el mur SE, està orientada a migdia. És una construcció modificada, molt rústega i amb un arrebossat general (cal dubtar dels seus orígens medievals). La coberta exterior està refeta. La porta d'accés a l'església és d'arc de mig punt de pedra tosca i monolítica, treballada en arc. Al mur de ponent, hi ha una senzilla finestra d'una sola esqueixada, amb sortides rectangulars tant a l'exterior com a l'interior.

## Història
La masia de Vilella s'esmenta en la documentació de Sant Llorenç de Morunys com un dels molts llinatges de fora vila, pertanyents a la parròquia de Sant Lleïr de Casavella durant els anys 1470-1540 i 1646-1655.